# Jacob de Haan
Jacob de Haan (Heerenveen, 28 marzo 1959) è un compositore olandese, autore di brani per Banda ed orchestra di fiati.

## Biografia
Musicista olandese noto soprattutto grazie alle sue composizioni per banda (talvolta con lo pseudonimo di Dizzy Stratford). I suoi studi iniziano presso il conservatorio di Leeuwarden dove successivamente trova impiego come docente. Jacob de Haan deve la sua formazione anche all'ambiente familiare che gli permette l'avvicinamento alla musica (pianoforte e tromba) fin dalla giovane età.
Tra le sue composizioni più note vanno ricordate Oregon, Concerto d'Amore (usato spesso nei concorsi bandistici) e La Storia, musica da film "al contrario", scritta senza sceneggiatura, su cui ognuno può imbastire il proprio canovaccio.

## Composizioni
- 1981 East-anglia
- 1984 Crazy Music in the Air
- 1985 Dreaming
- 1985 Introitus zum Weihnachtsfest (Introitus voor Kerst)
- 1985 Fox from the North
- 1986 Suite Symétrique
  1. Prélude et Scherzo
  2. Choral Dorien
  3. Rondo d'Avignon
- 1986 Grounds
- 1987 Free World Fantasy
- 1987 Song of Liberation
- 1988 Caribbean Variations on a Tune
- 1988 Cat named Bumpers
- 1988 Corn Field Rock
- 1988 Discoduction
- 1988 Pastorale Veränderungen (Pastorale Veranderingen)
- 1988 Oregon  Fantasy for band
- 1989 Queens Park Melody
- 1990 La Storia
- 1992 Double Dutch (Dizzy Stratford)
- 1993The Universal Band Collection
  1. Western Girl
  2. Just a Ballad
  3. Play the Game
  4. San Diego
  5. Final Dance
- 2003 The Saints and the City Partly based on the hymn tune "Laudate Dominum"
- 2003 The Blues Factory
- 2003 Missa Brevis für Chor und Blasorchester
  1. Kyrie
  2. Gloria
  3. Credo
  4. Sanctus
  5. Benedictus
  6. Agnus Dei
- 2006 Kraftwerk
- 2007 Missa Katharina für Chor und Blasorchester
  1. Preludium
  2. Kyrie
  3. Gloria
  4. Alleluia
  5. Interludium
  6. Credo
  7. Sanctus
  8. Benedictus
  9. Agnus Dei
  10. Amen
  11. Postludium
- Ammerland
- Bridge between nations for concert band
- Choral Music
- Concerto d'Amore
- Contrasto Grosso
- Crazy Music in the Air
  1. Air
  2. Crazy music
- Dakota - Indian sketches
  1. the great spirit
  2. buffalo hunting
  3. smoking the pipe
  4. the ghost dance
  5. pilgrims at wounded knee
- Diogenes
- Dreaming - based on a German folksong
- Everest - Concert March
- Festa paesana - Folkloric sketches for band
- German love song - Based on a romantic folk song
- Glasnost
- Hanseatic Suite
- In concert
  1. March along
  2. Beetle blues
  3. House party
  4. Slow motion
  5. Czardas
  6. Farmhouse rock
  7. Soul ballad
  8. English waltz
  9. Sunny samba
  10. Rhythm and blues
  11. Close finish
- Majestic Prelude
- On Tour
  1. Welcome to the world
  2. Portugal
  3. Denmark
  4. Zimbabwe
  5. United States
  6. Bosnia-Hercegovina
  7. Turkey
  8. Brazil
  9. Russia
  10. Poland
  11. Egypt
  12. Greece
  13. England
- Ottoman Dances
- Pacific Dreams
- Pasadena
- Pastorale Symphonique
- Postcard from Greece
- Remembrance Day
- Ross Roy Ouverture for Band
- Singapore Rhapsody
- Song of Praise
- Symphonic Variations
- The Book of Urizen für Solisten, Sprecher und Blasorchester
  1. The Vision
  2. The Creation
- The seminar hymn
- The spirit of Christmas
- Utopia
- Variazioni in Blue
- Virginia
- Westfort Overture
- Who did it?
- Yellow Mountains
- Sa Musica

## Collegamenti
- Homepage, su jacobdehaan.com. URL consultato il 29 dicembre 2006 (archiviato dall'url originale l'8 marzo 2007).
- (FR) Jacob de Haan in francese, su fattore.com.